# Oliver Bromby
Oliver Bromby, född 30 mars 1998 i Southampton, är en brittisk kortdistanslöpare.

## Karriär
Bromby tävlade vid sitt första internationella mästerskap i juli 2015 då han slutade fyra på 100 meter vid ungdoms-VM i Cali efter ett lopp på 10,60 sekunder. I september samma år slutade Bromby även fyra vid samväldesspelen för ungdomar i Apia efter ett lopp på 10,45 sekunder. Året därpå nådde han semifinal på 100 meter vid junior-VM i Bydgoszcz med ett lopp på personbästat 10,37 sekunder samt var en del av Storbritanniens stafettlag som slutade sexa på 4×100 meter efter ett lopp på 39,57 sekunder.
I juli 2017 tog Bromby brons på 100 meter vid junior-EM i Grosseto med ett lopp på 10,88 sekunder samt var en del av Storbritanniens stafettlag som slutade fyra i stafetten efter ett lopp på 39,67 sekunder. I juli 2019 tog han silver vid U23-EM i Gävle efter ett lopp på 10,24 sekunder samt var en del av stafettlaget från Storbritannien som inte tog sig i mål i finalen. I mars 2021 tog Bromby sig till semifinal vid inomhus-EM i Toruń efter ett lopp på 6,64 sekunder.

## Tävlingar

### Internationella
| År                                      | Tävling                                 | Plats                                   | Placering                               | Gren                                    | Tid                                     |
| Tävlande för Storbritannien och England | Tävlande för Storbritannien och England | Tävlande för Storbritannien och England | Tävlande för Storbritannien och England | Tävlande för Storbritannien och England | Tävlande för Storbritannien och England |
| --------------------------------------- | --------------------------------------- | --------------------------------------- | --------------------------------------- | --------------------------------------- | --------------------------------------- |
| 2015                                    | Ungdomsvärldsmästerskapen               | Cali, Colombia                          | 4:e                                     | 100 meter                               | 10,60 s                                 |
| 2015                                    | Samväldesspelen för ungdomar            | Apia, Samoa                             | 4:e                                     | 100 meter                               | 10,45 s                                 |
| 2016                                    | Juniorvärldsmästerskapen                | Bydgoszcz, Polen                        | 9:e (semifinal)                         | 100 meter                               | 10,37 s                                 |
| 2016                                    | Juniorvärldsmästerskapen                | Bydgoszcz, Polen                        | 6:e                                     | 4 × 100 m stafett                       | 39,57 s                                 |
| 2017                                    | Junioreuropamästerskapen                | Grosseto, Italien                       | 3:e                                     | 100 meter                               | 10,88 s                                 |
| 2017                                    | Junioreuropamästerskapen                | Grosseto, Italien                       | 4:e                                     | 4 × 100 m stafett                       | 39,67 s                                 |
| 2019                                    | U23-europamästerskapen                  | Gävle, Sverige                          | 2:a                                     | 100 meter                               | 10,24 s                                 |
| 2019                                    | U23-europamästerskapen                  | Gävle, Sverige                          | –                                       | 4 × 100 m stafett                       | 0DNF0                                   |
| 2021                                    | Europeiska inomhusmästerskapen          | Toruń, Polen                            | 11:e (semifinal)                        | 60 meter                                | 6,64 s                                  |

## Personliga rekord
| Utomhus - 100 meter – 10,22 s (Lee Valley, 5 juni 2019) - 200 meter – 21,32 s (Eton, 9 maj 2015) | Inomhus - 60 meter – 6,63 s (Ostrava, 5 februari 2020) - 200 meter – 21,36 s (Sheffield, 14 februari 2016) |